# Жаклін (фільм, 1921)
«Жаклін» (англ. The Jucklins) — американська драма режисера Джорджа Мелфорда 1921 року.

## У ролях
- Вінтер Голл — генерал Лундсфорд
- Мейбл Жюльєнна Скотт — Гвінея Жаклін
- Монте Блу — Білл Хавес
- Рут Ренік — Міллі Лундсфорд
- Фанні Міджлі — Сьюзан Жаклін
- З. Волл Ковінгтон — Альф Жаклін
- Дж. Дюмон — Чід Лундсфорд
- Кларенс Бертон — доктор Етерідж
- Гай Олівер — шериф Паркер
- Роберт Броуер — адвокат